# Dustin Brown
Dustin Brown (Celle, Alemanya Occidental, 8 de desembre de 1984) és un tennista professional germanojamaicà. És conegut per la seua tècnica, la seua velocitat, i el seu entretingut estil de joc, sovint entretenint el públic amb colps de lluïment. La seva carrera s'ha desenvolupat bàsicament pel circuit ATP Challenger Tour, tot i que en dobles ha jugat diversos torneigs arribant a guanyar dos títols.

## Biografia
El seu pare, Leroy, és d'origen jamaicà i la seva mare, Inge, és d'origen alemany. Brown va néixer a Alemanya Occidental, prop de Hannover, i va adquirir la doble nacionalitat. Durant la seva infantesa va practicar diversos esports com futbol, judo i handbol, però es va centrar en el tennis a partir dels 8 anys. Quan tenia 11 anys, la seva família va tornar a Jamaica, concretament a Montego Bay. Va seguir jugant a tennis tot i que les condicions i les infraestructures no tenien res a veure amb les quals estava acostumat a Alemanya, i també va practicar futbol, criquet i atletisme. No va ser fins al 2004, quan ja tenia 20 anys, que van tornar a Alemanya perquè era impossible desenvolupar la seva carrera tennística amb els mitjans que tenia a Jamaica.
Va jugar sota nacionalitat jamaicana fins a l'any 2010, que va canviar per l'alemanya.

## Palmarès

### Dobles: 6 (2−4)
| Llegenda                          |
| --------------------------------- |
| Grand Slams (0−0)                 |
| ATP Finals (0−0)                  |
| ATP World Tour Masters 1000 (0−0) |
| ATP World Tour 500 (0−0)          |
| ATP World Tour 250 (2−4)          |

| Títols per superfície |
| --------------------- |
| Dura (1−1)            |
| Gespa (0−0)           |
| Terra batuda (1−3)    |

| Resultat  | Núm. | Data                   | Torneig               | Superfície   | Parella            | Oponents                             | Marcador             |
| --------- | ---- | ---------------------- | --------------------- | ------------ | ------------------ | ------------------------------------ | -------------------- |
| Guanyador | 1.   | 26 de setembre de 2010 | Metz, França          | Dura (i)     | Rogier Wassen      | Marcelo Melo Bruno Soares            | 6−3, 6−3             |
| Finalista | 1.   | 26 de febrer de 2012   | Marsella, França      | Dura (i)     | Jo-Wilfried Tsonga | Nicolas Mahut Édouard Roger-Vasselin | 6−3, 3−6, [6−10]     |
| Guanyador | 2.   | 15 d'abril de 2012     | Casablanca, Marroc    | Terra batuda | Paul Hanley        | Daniele Bracciali Fabio Fognini      | 7−5, 6−3             |
| Finalista | 2.   | 28 de juliol de 2012   | Kitzbühel, Àustria    | Terra batuda | Paul Hanley        | František Čermák Julian Knowle       | 6−7(4), 6−3, [10−12] |
| Finalista | 3.   | 14 d'abril de 2013     | Casablanca            | Terra batuda | Christopher Kas    | Julian Knowle Filip Polášek          | 3−6, 2−6             |
| Finalista | 4.   | 16 d'abril de 2017     | Houston, Estats Units | Terra batuda | Frances Tiafoe     | Julio Peralta Horacio Zeballos       | 6−4, 5−7, [6−10]     |

## Trajectòria

### Individual
| | Jamaica | Jamaica     | Jamaica     | Alemanya    | Alemanya | Alemanya    | Alemanya    | Alemanya    | Alemanya | Alemanya    | Alemanya    | Alemanya    | Alemanya |         |         |
| Torneig | 2008    | 2009        | 2010        | 2011        | 2012     | 2013        | 2014        | 2015        | 2016     | 2017        | 2018        | 2019        | 2020     | Títols  | V − D   |
| Open d'Austràlia | A       | A           | Q2          | 1R          | Q1       | Q2          | Q1          | 1R          | Q1       | 1R          | 1R          | Q3          | Q1       | 0 / 4   | 0 − 4   |
| Roland Garros | A       | A           | A           | 1R          | Q1       | A           | 1R          | Q1          | 2R       | 1R          | Q1          | Q3          |          | 0 / 4   | 1 − 4   |
| Wimbledon | A       | A           | 1R          | Q1          | 1R       | 3R          | 1R          | 3R          | 2R       | 2R          | Q1          | Q2          |          | 0 / 7   | 6 − 7   |
| US Open | A       | A           | 2R          | A           | Q2       | A           | 1R          | 1R          | 1R       | 2R          | A           | A           |          | 0 / 5   | 2 − 5   |
| Jocs Olímpics | A       | No celebrat | No celebrat | No celebrat | A        | No celebrat | No celebrat | No celebrat | 1R       | No celebrat | No celebrat | No celebrat |          | 0 / 1   | 0 − 1   |
| Total Victòries–Derrotes                                                                                                   | 0−0     | 0−0         | 6−10        | 2−10        | 4−5      | 2−3         | 13−16       | 10−16       | 13−12    | 10−20       | 0−4         | 2−1         |          | 62 − 98 | 62 − 98 |
| Rànquing a final d'any | 494     | 144         | 92          | 161         | 167      | 111         | 89          | 118         | 72       | 125         | 230         | 203         |          |         |         |
| Llegenda: G: Guanyador; F: Finalista; SF: Semifinalista; QF: Quarts de final; Q: Qualificació; A: Absent; RR: Round Robin; |         |             |             |             |          |             |             |             |          |             |             |             |          |         |         |

### Dobles
| | Jamaica | Jamaica | Jamaica | Alemanya | Alemanya | Alemanya | Alemanya | Alemanya | Alemanya | Alemanya | Alemanya | Alemanya | Alemanya |         |         |
| Torneig | 2008    | 2009    | 2010    | 2011     | 2012     | 2013     | 2014     | 2015     | 2016     | 2017     | 2018     | 2019     | 2020     | Títols  | V − D   |
| Open d'Austràlia | A       | A       | A       | 2R       | 1R       | 1R       | 1R       | 2R       | 1R       | 1R       | A        | A        | A        | 0 / 7   | 2 − 7   |
| Roland Garros | A       | A       | A       | 3R       | 1R       | A        | A        | 1R       | A        | 1R       | A        | A        |          | 0 / 4   | 2 − 4   |
| Wimbledon | A       | A       | A       | 1R       | 2R       | 1R       | 2R       | 1R       | 2R       | 1R       | A        | A        |          | 0 / 7   | 3 − 7   |
| US Open | A       | A       | A       | A        | 1R       | A        | A        | A        | 1R       | A        | A        | A        |          | 0 / 2   | 0 − 2   |
| Total Victòries–Derrotes                                                                                                   | 0−0     | 0−0     | 9−4     | 8−15     | 18−14    | 11−12    | 9−11     | 6−13     | 4−7      | 4−8      | 3−1      | 1−2      |          | 73 − 88 | 73 − 88 |
| Rànquing a final d'any | 256     | 206     | 53      | 69       | 56       | 86       | 85       | 82       | 173      | 182      | 173      | 217      |          |         |         |
| Llegenda: G: Guanyador; F: Finalista; SF: Semifinalista; QF: Quarts de final; Q: Qualificació; A: Absent; RR: Round Robin; |         |         |         |          |          |          |          |          |          |          |          |          |          |         |         |